# 大乌石雷公殿
大乌石雷公殿是位于温州市乐清市虹桥镇北部大乌石村的一处古代宗庙建筑。

## 历史
大乌石雷公殿建于清乾隆五十四年（西历1789年）。曾于2007年进行过大修。

## 形制
座东朝西，呈四合院布局。整个建筑沿建筑纵轴线，前进门厅、次进戏台、玉亭和后大殿、两边附以廊庑。两进均为五间两弄，悬山顶。戏台为歇山顶，内设八角藻井。整个建筑尤以古戏台为精华。顶部藻井彩画精美，挂落、垂莲柱等构件雕刻保存较好。
在布局和构筑上，不拘于传统法式，整组建筑以戏台为中心，亭子为对应，周以庑廊串接前厅后殿，行成一个封闭式整体。